# 羅基特內 (白采爾克瓦區)

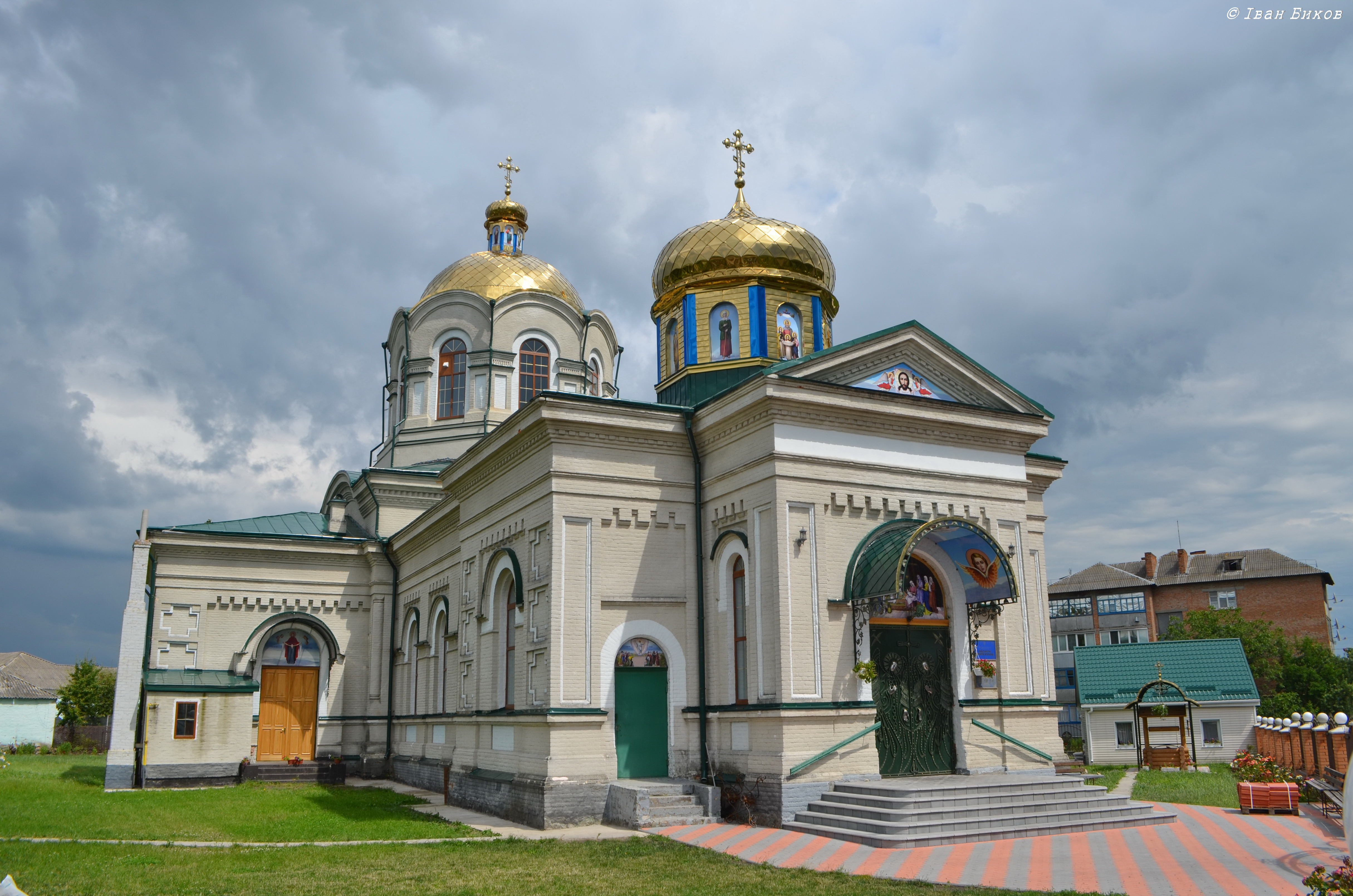
教堂

羅基特内（羅馬化：Rokytne），或按俄语译为拉基特诺耶，是烏克蘭中北部基輔州白采爾克瓦區罗基特内市镇内的市級鎮，及该市镇的行政中心。面積130平方公里，2014年人口11,371，人口密度每平方公里87.5人。

## 備註
1. ↑  俄語：